# Кобылянка (Черниговская область)
Кобыля́нка (укр. Кобиля́нка) — село Черниговского района Черниговской области Украины. Население 52 человек.
Код КОАТУУ: 7425583504. Почтовый индекс: 15531. Телефонный код: +380 462.

## Власть
Орган местного самоуправления — Киселёвский сельский совет. Почтовый адрес: 15530, Черниговская обл., Черниговский р-н, с. Березанка, ул. Молодёжная, 10.